# Ellis-van Creveldov sindrom
Ellis-van Creveldov sindrom je redka genetska bolezen, ki se deduje avtosomno recesivno. Gre predvsem za displazijo mišičnoskeletnega sistema, tj. nenormalno organizacijo celic v tkivih, in je posebna oblika pritlikavosti, za katero so značilni krajši udi in prsti. Poleg tega so značilni polidaktilija (večprstnost) in razvojne nepravilnosti srca, pojavljajo pa se tudi malformacije zapestnih kosti ter napake v izraščanju zob.

## Genetsko ozadje
Bolezen se deduje avtosomno recesivno, kar pomeni, da je navadno za izražanje bolezni potrebno, da imata oba starša vsaj en okvarjen alel, osebe z enim okvarjenim alelom pa so prenašalci.
Bolezen povzroča mutacija gena EVC kot tudi mutacija nehomolognega gena EVC2, ki se nahajata na krajši ročici 4. kromosoma. Funkcija normalnega gena še ni znana.

## Epidemiologija
V splošni svetovni populaciji je frekvenca okvarjenega alela (q) izjemno majhna, veliko pogosteje pa se pojavlja pri Amiših (q = 0,07), in sicer v okrožju Lancaster v Pensilvaniji, drugi največji skupnosti Amišev v ZDA. Populacija Amišev namreč ne nastopa kot ena sama zaprta genetska skupnost, pač pa obstaja znotraj nje več skupnosti, v katerih obstajajo endogamne vezi (zakonske zveze znotraj socialne skupnosti), kar zmanjšuje kroženje genov. Posledica tega je, da so v skupnosti fiksirane določene lastnosti, med ostalim tudi patološke dednosti.